# Тезко
Тезко́ — людина, яка має з ким-небудь однакове ім'я або прізвище. Повним тезкою називається та людина, яка має те ж саме повне ім'я, що й суб'єкт.